# Cercospora erythrinicola
Cercospora erythrinicola är en svampart som beskrevs av Tharp 1917. Cercospora erythrinicola ingår i släktet Cercospora och familjen Mycosphaerellaceae.   Inga underarter finns listade i Catalogue of Life.